# Thucca in Numidia
Thucca in Numidia (łac. Diocesis Thuccensis in Numidia) – stolica historycznej diecezji we Cesarstwie rzymskim w prowincji Numidia zlikwidowana w VII w. podczas ekspansji islamskiej, współcześnie w północnej Algierii. Obecnie katolickie biskupstwo tytularne. 

## Biskupi tytularni
| Lp. | Biskup                           | Funkcja                                      | Od               | Do                |
| --- | -------------------------------- | -------------------------------------------- | ---------------- | ----------------- |
| 1   | Vicente Juan Solís Fernández     | emerytowany biskup Alajuela (Kostaryka)      | 18 marca 1967    | 16 stycznia 1973  |
| 2   | Federico Richter Fernandez-Prada | biskup pomocniczy Piura (Peru)               | 12 kwietnia 1973 | 20 listopada 1979 |
| 3   | Jean-Baptiste Tiendrebeogo       | biskup pomocniczy Wagadugu (Burkina Faso)    | 5 listopada 1981 | 30 marca 1996     |
| 4   | Joseph Perumthottam              | biskup pomocniczy Changanacherry (Indie)     | 24 kwietnia 2002 | 22 stycznia 2007  |
| 5   | Liro Vendelino Meurer            | biskup pomocniczy Passo Fundo (Brazylia)     | 14 stycznia 2009 | 24 kwietnia 2013  |
| 6   | Martin David                     | biskup pomocniczy ostrawsko-opawski (Czechy) | 7 kwietnia 2017  | 4 lipca 2023      |
| 7   | Raymond Wai Lin Htun             | biskup pomocniczy Rangun (Mjanma)            | 27 grudnia 2024  |                   |